# Knud Krabbe
Knud Haraldsen Krabbe (* 3. März 1885 in Frederiksberg; † 8. Mai 1961 in Kopenhagen) war ein dänischer Neurologe. Er ist Erstbeschreiber der Stoffwechselkrankheit Morbus Krabbe (globoidzellige Leukodystrophie).

## Leben
Krabbe war der Sohn des Arztes Harald Krabbe (1831–1917) und dessen Frau Kristin (1841–1910). Das Paar hatte drei weitere Kinder. Er besuchte die Metropolitanskolen in Kopenhagen und studierte bis 1909 Medizin an der Universität Kopenhagen. Anschließend folgte bis Juni 1910 Studienaufenthalt in London und Paris. 1915 wurde er mit der Arbeit Histologiske Undersøgelser over corpus pineale (deutsch: Histologische Untersuchungen der Zirbeldrüse) promoviert. Er war in verschiedenen Krankenhäusern und in privater Praxis nervenärztlich tätig. Von 1931 bis 1955 war er Nervenarzt im Sankt Josephs Hospital in Kopenhagen und von 1933 bis 1955 zudem Oberarzt für Neurologie am Kommunehospitalet. 1949 war er als Gastdozent in Reykjavík und 1950 in Rio de Janeiro.
Knud Krabbe war seit 1909 mit der Juristin Agnete Hindenburg (1883–1961) verheiratet. Das Paar hatte zwei Töchter.

## Wirken
Das frühe wissenschaftliche Interesse Krabbes gehörte der Zirbeldrüse, über deren Histologie er auch seine Dissertation verfasste. Später wandte er sich vor allem neuropädiatrischen Erkrankungen zu. 1916 beschrieb Krabbe in der Zeitschrift Brain fünf Fälle einer fortschreitenden, tödlich verlaufenden Erkrankung bei Säuglingen, die durch eine Erhöhung des Muskeltonus, Entwicklungsrückstände, Fieberschübe und Opisthotonus gekennzeichnet ist. Es handelte sich dabei um die infantile Form der Globoidzellleukodystrophie, eine Sphingolipidose, die  heute nach ihrem Erstbeschreiber als Morbus Krabbe bezeichnet wird.
Spätere umfassende Arbeiten widmeten sich der Morphogenese des Gehirns der Wirbeltiere (Vertebrata).
Krabbe verfasste ein mehrfach aufgelegtes Lehrbuch der Neurologie und war von 1926 bis 1956 Herausgeber der von ihm begründeten Zeitschrift Acta psychiatrica et neurologica. Er war Mitglied und Ehrenmitglied zahlreicher Fachgesellschaften und Ehrendoktor der Universität Lund (1950) und des Karolinska-Instituts (1951). Er war außerdem Ritter der Ehrenlegion (1949) und Mitglied der Königlichen Physiographischen Gesellschaft in Lund.

## Veröffentlichungen (Auswahl)
Eine ausführliche Bibliographie Krabbes wurde von Schlech und Fog veröffentlicht.
- Histologiske Undersøgelser over corpus pineale. J. Gjellerups, Kopenhagen 1915. (Dissertation)
- A new familial, infantile form of diffuse brain-sclerosis. In: Brain. 39, 1916, S. 74–114, doi:10.1093/brain/39.1-2.74.
- Forelaesninger over Nervesygdomme for medicinske Studerende og praktiserende Laeger. Levin & Munksgaard, Kopenhagen 1927. (7. Auflage 1952)
- Studies on the morphogenesis of the brain in reptiles. Kopenhagen 1939.
- Studies on the morphogenesis of the brain in lower mammals. Kopenhagen 1942.
- Studies on the morphogenesis of the brain in Rodentia, Prosimiae and Edentates. Kopenhagen 1944.
- Studies on the morphogenesis of the brain in Hyracoidea, Ungulata, Carnivora and Pinnipedia. Kopenhagen 1947.
- Studies on the morphogenesis of the brain in birds. Kopenhagen 1952.
- Studies on the morphogenesis of the brain in Struthio camelus L. Kopenhagen 1956.
- Studies on the morphogenesis of the brain in some Amphibia, Ascaphus, Rana, Nectophrynoides. Kopenhagen 1959.
- Studies on the brain development of the Kiwi, Apteryx mantelli. Kopenhagen 1959.
- Studies on the morphogenesis of the brain in some Urodeles and Gymnophions („Amphibians“). Kopenhagen 1962.